# Pim Walsma
Pim Walsma (Amsterdam, 3 februari 1987) is een Nederlands honkballer.
Walsma speelt sinds 2005 in de hoofdklasse als rechtshandig startend werper. Op dit moment speelt hij voor de Haarlemse vereniging Corendon Kinheim. Hiervoor speelde hij voor Amsterdam Pirates, het Amerikaanse team van Lower Columbia Community College en in 2007 kwam hij voor hun team, de Red Devils, nogmaals uit. In 2006 nam Walsma tevens deel aan de European Baseball Academy van de Major League Baseball. In het voorjaar van 2008 werd Walsma opgenomen in de selectie van het Nederlands honkbalteam en werd half mei toegevoegd aan de voorlopige selectie voor de Olympische Spelen van Peking. Hiervoor kwam hij reeds uit voor Jong Oranje.
Sharnol Adriana · 
David Bergman · 
Leon Boyd · 
Yurendell de Caster · 
Rob Cordemans · 
Dave Draijer · 
Michael Duursma · 
Bryan Engelhardt · 
Percy Isenia · 
Sidney de Jong · 
Michiel van Kampen · 
Eugene Kingsale · 
Dirk van 't Klooster · 
Roel Koolen · 
Raily Legito · 
Diego Markwell · 
Shairon Martis · 
Martijn Meeuwis · 
Danny Rombley · 
Jeroen Sluijter · 
Tjerk Smeets · 
Alexander Smit · 
Juan Carlos Sulbaran · 
Pim Walsma